# 荒島村
荒島村（あらしまむら）は、島根県能義郡にあった村。現在の安来市荒島町、日白町、久白町、西赤江町、西荒島町にあたる。

## 地理
- 河川：久白川[1]、田頼川[1]
- 湖沼：中海[1]

## 歴史
- 1889年（明治22年）4月1日、町村制の施行により、能義郡荒島村、日白村、久白村、西赤江村が合併して村制施行し、荒島村が発足[1][2]。
- 1948年（昭和23年）6月15日、八束郡意東村大字下意東の一部を編入[1][2]。
  - 同年、荒島村農業協同組合設立[1]。
- 1954年（昭和29年）4月1日、能義郡安来町、飯梨村、赤江村、島田村、大塚村と合併し、市制施行し安来市を新設して廃止された[1][2]。

## 産業
- 農業、漁業、荒島石[1]